# Славский, Францишек
Франци́шек Сла́вский (пол. Franciszek Sławski; 13 мая 1916, Копычинцы — 19 января 2001, Краков) — польский славист, этимолог.

## Биография
Ученик K. Нича, T. Т. Лер-Сплавинского, M. Малецкого, С. Пигоня. Во время немецкой оккупации участвовал в организации нелегального университетского обучения в Ягеллонском университете. С 1966 г. по 1969 г. — декан филологического факультета Ягеллонского университета, в 1974—1986 гг. был директором Института Славянской Филологии. В 1961—1973 гг. руководитель проекта праславянского словаря в Институте Славяноведения (в настоящее время Институт Славистики) Польской академии наук. С 1954 г. профессор, с 1969 г. член Польской Академии Наук, с 1989 г. член Польской академии знаний, а с 1994 г. член Варшавского научного общества. В 1995 г. получил звание doctor honoris causa Университета в Лодзи. Кроме того, Славский был членом Австрийской и Болгарской Академий Наук. Воспитал несколько поколений польских славистов.

## Научное наследие
Научное наследие Славского насчитывает несколько сотен работ, в том числе более десяти монографий, и охватывает широкий набор тем. Главным трудом Славского является Этимологический словарь польского языка (в пяти томах, от A до Ł, 1952—1982), обобщивший огромное количество литературы и богатый диалектный материал польского и других славянских языков, однако, так и оставшийся незаконченным. Славский был также соавтором и редактором Праславянского словаря (на настоящий момент выпущено восемь томов, от A до Gy, 1974—2001) — разработал концепцию и принципы реконструкции праславянской лексики этого словаря. Кроме того, Славский работал в области изучения южнославянских языков, особенно болгарского и старославянского: Грамматика болгарского языка (1953), Карманный болгарско-польский словарь (1963), Обзор и характеристика славянских языков (1954, в соавторстве с Лер-Сплавинским и Владиславом Курашкевичем), Очерк южнославянской диалектологии (1962), а также описание славянских языков в сборнике Индоевропейские языки (1988), а также работы, посвящённые Саввиной книге и Ассеманиеву Евангелию.